# (15198) 1940 GJ
1940 جي جاي (ويعرف أيضًا باسم (15198) 1940 جي جاي وفق تسمية الكوكب الصغير) (بالإنجليزية: 1940 GJ)‏ هو كويكب ضمن حزام الكويكبات؛ وترتيبه 15198 من حيث الاكتشاف.
اكتُشف هذا الجُرم الفلكي بواسطة ليسي أوترما في 5 أبريل 1940.

## وصلات خارجية
- (15198) 1940 GJ في قاعدة بيانات مختبر الدفع النفاث لأجرام النظام الشمسي الصغيرة

- الاكتشاف · مخطط المدار ·  العناصر المدارية · المعلمات المادية

- (15198) 1940 GJ على موقع ويكي سكاي: DSS2, SDSS, GALEX, IRAS, Hydrogen α, X-Ray, Astrophoto, Sky Map, Articles and images